# 800 льё вниз по Амазонке
«800 льё вниз по Амазо́нке» (англ. Eight Hundred Leagues Down the Amazon) — фильм режиссёра Луиса Льосы по мотивам романа Жюля Верна «Жангада. Восемьсот льё по Амазонке».

## Сюжет
Доктор Мануэль Вальдес и Минья решили пожениться, но так как мать Мануэля больна и не может присутствовать на свадьбе, свадьбу решили перенести в Бразилию, где находится больная матушка. Но отец Миньи сеньор Гарраль почему-то не хочет плыть в Бразилию.
Появление раненного индейцами человека, которому доктор Вальдес оказывал первую медицинскую помощь в присутствии отца невесты, загадочно переменило решение сеньора Гарраля. Он решается отправиться в Бразилию на свадьбу дочери.
У уважаемого всеми плантатора, оказывается, есть свой «скелет в шкафу», и это меняет ход предсвадебного путешествия по Амазонке.
Искатель приключений Роха узнаёт тайну сеньора Гарраля и шантажирует отца невесты. Но Роху интересуют не только богатство и деньги: он хочет получить в жёны Минью, дочь сеньора Гарраля, и приданое.

## В ролях
- Дафна Зунига — Минья
- Барри Боствик — Сеньор Гарраль
- Адам Болдуин — Охотник за головами Роха
- Том Верика — Мануэль
- Э. Э. Белл — Слуга Фрагозо
- Рэмси Росс
- Тосиро Кониси — Ли Фонг
- Дэвид Камерон — Майор
- Даниэль Камино — Fuentes

## Съёмочная группа
- Сценарий: Лаура Шив, Джексон Варр по мотивам романа Жюля Верна
- Режиссёр: Жавьер Дюран
- Монтаж: Гвинет Гибби
- Продюсеры: Лаура Шив, Маргарита Моралес Мачедо
- Композитор: Хорхе Тафур
- Оператор: Пили Флорес-Гуерра